# Матюша Федір Федорович
Фе́дір Фе́дорович Матю́ша — головний сержант Збройних сил України, учасник російсько-української війни. Повний кавалер ордена «За мужність».

## Життєпис
Родом із села в Чернігівській області. Станом на жовтень 2013 року — заступник командира взводу, 1-а окрема гвардійська танкова бригада.
Під час війни брав участь у десятках боїв, перебував на кордоні з РФ в Луганській та Сумській областях, воював за Георгіївку та Хрящувате.
13 липня 2014 року при проведенні заходів з розблокування оточеного терористами аеропорту Луганська. Колона танків прямувала на допомогу до заблокованого луганського аеропорту і потрапила під обстріл. Сергій був у танку «Булат», який ішов останнім у колоні. Під час бою танк під керівництвом Олександра Мороза, з навідником Федором Матюшею, зазнав два влучання. Від другого танк зайнявся, і рушив далеко в поле. Сергій Дусь загинув, а двоє членів екіпажу покинули спалений танк та полями вийшли до аеропорту.
12 лютого 2015 року українські танкісти у 20-хвилинному бою під Логвиновим ліквідували щонайменш 3 російських Т-72 5-ї танкової бригади. Серед інших брала участь рота 1-ї танкової бригади — три із п'яти Т-64БМ «Булат» капітана Олександра Мороза, навідник — Федір Матюша. Рота прикривала танки 30-ї бригади, що йшли на Логвинове.

## Нагороди
- За особисту мужність і самовіддані дії, виявлені у захисті державного суверенітету та територіальної цілісності України, вірність військовій присязі нагороджений орденом «За мужність» I ступеня .[2]
- За особистий внесок у зміцнення обороноздатності Української держави, мужність, самовідданість і високий професіоналізм, виявлені під час виконання військового обов'язку, та з нагоди Дня Збройних Сил України нагороджений орденом «За мужність» II ступеня .[3]
- За особисту мужність і героїзм, виявлені у захисті державного суверенітету та територіальної цілісності України, вірність військовій присязі, високий професіоналізм та з нагоди Дня Збройних Сил України нагороджений орденом «За мужність» III ступеня;[4]